# Greatest Hits, Vol. 1 (Rod Stewart)
Greatest Hits, Vol. 1 è il terzo album raccolta di Rod Stewart, pubblicato nel 1979 dalla Warner Bros.

## Tracce
1. Hot Legs
2. Maggie May
3. Da Ya Think I'm Sexy?
4. You're in My Heart (The Final Acclaim)
5. Sailing
6. I Don't Want to Talk About It
7. Tonight's the Night (Gonna Be Alright)
8. The Killing of Georgie (Part I and II)
9. The First Cut Is the Deepest
10. I Was Only Joking

## Classifiche

### Classifiche settimanali
| Classifica (1979/80) | Posizione massima |
| -------------------- | ----------------- |
| Australia            | 1                 |
| Austria              | 17                |
| Canada               | 12                |
| Norvegia             | 29                |
| Nuova Zelanda        | 1                 |
| Paesi Bassi          | 23                |
| Regno Unito          | 1                 |
| Stati Uniti          | 22                |
| Svezia               | 27                |

### Classifiche di fine anno
| Classifica (1979) | Posizione |
| ----------------- | --------- |
| Australia         | 41        |
| Nuova Zelanda     | 3         |
| Regno Unito       | 11        |
| Classifica (1980) | Posizione |
| Regno Unito       | 31        |